# Danijel Premuš
Danijel Premuš (Rijeka, 15. travnja 1981.), hrvatski vaterpolist koji igra za talijansku reprezentaciju. Hrvat je s dvojnim državljanstvom: hrvatskim i talijanskim. Na OI 2004. nastupao je za hrvatsku reprezentaciju, a 2012. odlučio je zaigrati za talijansku. 
Za Hrvatsku je igrao na ovim velikim natjecanjima: Sredozemne igre 2001., OI 2004. i europsko prvenstvo 2006.
Igra na poziciji sidruna, visok je 186 cm i ima masu 100 kg. Njegov klub je hercegnovski Jadran.
Igrao za vaterpolski klub Kvarner.